# Дифференциальная импульсно-кодовая модуляция
Дифференциальная импульсно-кодовая модуляция (ДИКМ) — это метод кодирования сигнала, который основывается на импульсно-кодовой модуляции (ИКМ — англ. Pulse Code Modulation (PCM)), но использует дополнительные возможности для компактного представления, основываясь на прогнозировании отсчётов сигнала. ДИКМ может применяться для аналогового сигнала или цифрового сигнала.
Если необходимо использовать ДИКМ для аналогового сигнала, то сигнал должен быть сперва дискретизирован (семплирован), так чтобы отсчеты дискретизированного сигнала могли бы подаваться на вход кодера ДИКМ.
Существует два варианта реализации ДИКМ:
- Вариант 1: принимать значения двух последовательных семплов; если это аналоговые семплы, квантовать их; вычислить разницу между первым и следующим; результат — полученная разница, и она может быть энтропийно закодирована.
- Вариант 2: вместо взятия разницы относительно предыдущего входного семпла, берём разницу относительно выходной локальной модели декодирующего процесса; в этом варианте разница может быть квантована, что дает возможность контролировать потери в кодировании.

В любом из этих двух вариантов ДИКМ значительно уменьшается локальная избыточность (положительная корреляция близлежащих значений) сигнала. При этом может быть достигнут коэффициент сжатия от 2 до 4, если разностные значения будут затем подвергнуты энтропийному кодированию, поскольку у разностных сигналов часто известна функция распределения (с точностью до значений небольшого количества параметров).
ДИКМ была изобретена C. Chapin Cutler в Bell Labs в 1950 году, его патент включает в себя оба метода.
Ниже приведены схемы кодера и декодера в двух вариантах с примечаниями:

## Вариант 1: Вычисление разницы между двумя последовательными отсчётами

Блок схмы кодере (А) и декодера (В) системы дифференциальной импульсно-кодовая модуляции

Кодер играет роль дифференциатора (квантователь должен предшествовать дифференциатору), а декодер выступает в качестве аккумулятора.
Энтропийный кодер (Q) сокращает число бит, в то время как декодер ({\displaystyle Q^{-1}}) восстанавливает число бит представления первоначального дискретного сигнала.

## Вариант 2: Разностный анализ с помощью синтеза

Упрощенная система ДИКМ с А кодером (модулятором) и В декодером (демодулятором)

Использование декодера в кодере.

## Приечания
1. ↑  U.S. patent 2605361, C. Chapin Cutler, «Differential Quantization of Communication Signals», filed June 29, 1950, issued July 29, 1952